# 香宗村
香宗村（こうそうむら）は、高知県香美郡にあった村。現在の香南市野市町中ノ村・野市町土居にあたる。

## 地理
- 河川：香宗川、山北川

## 歴史
- 1889年（明治22年）4月1日 - 町村制の施行により、中ノ村・土居村の区域をもって発足。
- 1942年（昭和17年）4月1日 - 山南村・徳王子村・富家村と合併して大忍村が発足。同日香宗村（第1次）廃止。
- 1948年（昭和23年）4月1日 - 大忍村が分割し、一部（中ノ村・土居）の区域をもって香宗村（第2次）が発足。
- 1955年（昭和30年）1月1日 - 野市町・佐古村・富家村と合併し、改めて野市町が発足。同日香宗村（第2次）廃止。

## 交通

### 道路
現在は旧村域を高知東部自動車道が通過するが、当時は未開通。